# ۱۴۹۷ (میلادی)
۱۴۹۷ (میلادی) هزار و چهارصد و نود و هفتمین سال تقویم میلادی است.

## زادگان
- ۱۶ فوریه – فیلیپ ملانشتن، ستاره‌شناس آلمانی (د. ۱۵۶۰)